# Tifluadom
Tifluadom ist ein nicht therapeutisch genutztes Benzodiazepin-Derivat mit einem für diese Substanzklasse abnormen Wirkmechanismus.

## Wirkmechanismus
Tifluadom zeigt im Gegensatz zu anderen Benzodiazepinen keine Wirkung am GABAA-Rezeptor und entfaltet daher auch nicht die für diese Stoffgruppe typischen anxiolytischen, sedierenden, hypnotischen und zentral muskelrelaxierenden Wirkungen. Durch entsprechende Substitutionen wurde das Benzodiazepin-Grundgerüst so verändert, dass die Substanz eine hohe Affinität zum κ-Rezeptor aufweist, woraus sich eine opioidähnliche Wirkung ergibt: Trifluadom zeigt im Tierversuch ein hohes analgetisches Potenzial, verursacht eine verstärkte Diurese sowie eine Anregung des Appetits und besitzt sedierende Effekte. Weiterhin wirkt es als peripherer Cholecystokininrezeptor-Antagonist.

## Verwendung
Tifluadom wird nicht arzneilich eingesetzt, findet aber in der Forschung Anwendung.

## Nebenwirkungen
Tifluadom zeigt bedingt durch den κ-Agonismus unangenehme Nebenwirkungen wie Dysphorie und Halluzinationen, vergleichbar dem 2006 aus dem Handel genommenen Arzneistoff Pentazocin (Fortral) und dem psychoaktiv wirksamen Salvinorin A, dem Hauptwirkstoff des betäubungsmittelrechtlich geregelten Aztekensalbeis. 
Das Abhängigkeitspotenzial von Tifluadom soll hingegen nur gering ausgeprägt sein.